# 木村保
木村 保（きむら たもつ、1934年9月24日 - 2005年3月1日）は、大阪府出身のプロ野球選手（投手、外野手）・コーチ。

## 経歴
八尾高校では、3年次の1952年にエースとして春・夏の甲子園に連続出場。春の選抜では、土佐高・下関商を連続完封するが、準決勝で静岡商の田所善治郎と投げ合い0-2で完封負けを喫する。夏の選手権は大阪予選（7試合）から甲子園の準決勝まで（3試合）を全て完封で勝ち上がり、決勝で芦屋高の植村義信と投げ合うも1-4で敗れ、準優勝にとどまった。同年秋の東北3県国体にも出場し、準々決勝に進むが仙台二高に敗れた。高校同期に法元英明がいる。
高校卒業後は早稲田大学に進学。東京六大学リーグでは、2年次の1954年から2年上の石井連蔵と共に投手陣の軸として活躍し、森徹らの強力打線にも支えられ在学中3度の優勝を飾る。4年次の1956年の大学選手権では優勝候補の筆頭であったが、準決勝で関大の村山実に抑えられ敗退した。3年次の1955年には第2回アジア野球選手権大会日本代表（東京六大学野球リーグ選抜チーム）にも選出されている。リーグ通算59試合登板、29勝16敗、防御率1.65、229奪三振。優勝した1954年秋季、1955年秋季、1956年春季の3度ベストナインに選ばれた。長嶋茂雄が記録した通算8本塁打のうち2本を打たれている。大学同期に投の二本柱を組んだ山口欣二（住友金属）がいる。
大学卒業に当たって、南海ホークスと阪急ブレーブスの争奪戦となる。阪急は早稲田大学の先輩であった伊達正男コーチが木村を直接説得し、木村は阪急へ大きく気持ちが動いた時期もあった。一方の南海は監督の鶴岡一人が、木村の面倒を見ていた八尾高校の応援会長に対して交渉を進め、結局木村は南海へ入団した。
1957年に南海ホークスへ入団し。開幕2戦目となる3月31日の近鉄戦（大阪）でパ・リーグ史上2人目の初登板初完封勝利を記録。2回目の先発となった4月6日の大毎戦では、かつて夏の甲子園の決勝で対決した植村義信と投げ合い、2回途中4失点で降板した植村に対して、木村は6回無失点で勝利投手となり、かつてのリベンジを果たしている。この年は、オールスターゲームにも出場したほか、5完封、29イニング無失点を記録するなど南海のエース格として活躍。21勝11敗、防御率2.46（リーグ8位）の成績で、満票で新人王に選ばれた。しかし、優勝した西鉄ライオンズには通用せず、勝ち星なしの5連敗を喫している。その後は肩を故障して、1958年は4試合登板で0勝2敗、1959年は一軍出場の機会がなかった。
1960年に打者として2年ぶりに一軍出場し、1961年には正式に外野手に転向。同年5月18日の東映戦（大阪）では土橋正幸から満塁サヨナラ本塁打を打つなど、2本塁打5打点を記録。外野手の控えとしてそれなりに活躍を見せたが、1962年以降は出場機会が激減。1963年は一軍公式戦出場の機会がなく、同年限りで引退した。
引退後は南海でスカウト（1964年 - 1965年）、二軍投手コーチ（1966年 - 1967年）を務めた。2005年3月1日に心筋梗塞で死去。70歳没。

## 選手としての特徴
ややサイドスロー気味のフォームから、シュートを武器とした。
1950年代の南海は宅和本司・中村大成・田沢芳夫をはじめ1、2年のみエース級の働きを見せ、その後急激に数字を落としていく投手が多かったが、木村に至っては1年目以外は1勝も出来なかった。1年目しか活躍できなかったことについて、木村自身が高校時代が一番調子が良かったと語るなど高校時点で既に完成された投手で、中学・高校・大学と投手ばかりやってきたことで、木村の体力から見ても投手としての寿命が来ていたと、鶴岡は著書で語っている。

## 詳細情報

### 年度別投手成績
| 年 度     | 球 団     | 登 板 | 先 発 | 完 投 | 完 封 | 無 四 球 | 勝 利 | 敗 戦 | セ 丨 ブ | ホ 丨 ル ド | 勝 率 | 打 者 | 投 球 回 | 被 安 打 | 被 本 塁 打 | 与 四 球 | 敬 遠 | 与 死 球 | 奪 三 振 | 暴 投 | ボ 丨 ク | 失 点 | 自 責 点 | 防 御 率 | W H I P |
| --------- | --------- | ----- | ----- | ----- | ----- | -------- | ----- | ----- | -------- | ----------- | ----- | ----- | -------- | -------- | ----------- | -------- | ----- | -------- | -------- | ----- | -------- | ----- | -------- | -------- | ------- |
| 1957      | 南海      | 47    | 34    | 9     | 5     | 1        | 21    | 11    | --       | --          | .656  | 890   | 222.2    | 175      | 23          | 56       | 0     | 3        | 122      | 1     | 0        | 71    | 61       | 2.46     | 1.04    |
| 1958      | 南海      | 4     | 3     | 0     | 0     | 0        | 0     | 2     | --       | --          | .000  | 55    | 12.1     | 16       | 2           | 3        | 0     | 0        | 5        | 1     | 0        | 10    | 8        | 5.54     | 1.54    |
| 通算：2年 | 通算：2年 | 51    | 37    | 9     | 5     | 1        | 21    | 13    | --       | --          | .618  | 945   | 235.0    | 191      | 25          | 59       | 0     | 3        | 127      | 2     | 0        | 81    | 69       | 2.64     | 1.06    |

- 各年度の太字はリーグ最高

### 年度別打撃成績
| 年 度     | 球 団     | 試 合 | 打 席 | 打 数 | 得 点 | 安 打 | 二 塁 打 | 三 塁 打 | 本 塁 打 | 塁 打 | 打 点 | 盗 塁 | 盗 塁 死 | 犠 打 | 犠 飛 | 四 球 | 敬 遠 | 死 球 | 三 振 | 併 殺 打 | 打 率 | 出 塁 率 | 長 打 率 | O P S |
| --------- | --------- | ----- | ----- | ----- | ----- | ----- | -------- | -------- | -------- | ----- | ----- | ----- | -------- | ----- | ----- | ----- | ----- | ----- | ----- | -------- | ----- | -------- | -------- | ----- |
| 1957      | 南海      | 47    | 74    | 61    | 5     | 8     | 1        | 0        | 0        | 9     | 3     | 0     | 0        | 5     | 0     | 8     | 0     | 0     | 27    | 3        | .131  | .232     | .148     | .379  |
| 1958      | 南海      | 4     | 4     | 4     | 0     | 0     | 0        | 0        | 0        | 0     | 0     | 0     | 0        | 0     | 0     | 0     | 0     | 0     | 2     | 0        | .000  | .000     | .000     | .000  |
| 1960      | 南海      | 17    | 25    | 24    | 1     | 5     | 0        | 0        | 0        | 5     | 0     | 0     | 0        | 0     | 0     | 1     | 0     | 0     | 8     | 1        | .208  | .240     | .208     | .448  |
| 1961      | 南海      | 84    | 148   | 133   | 17    | 30    | 5        | 0        | 3        | 44    | 13    | 2     | 4        | 0     | 2     | 13    | 0     | 0     | 43    | 4        | .226  | .291     | .331     | .621  |
| 1962      | 南海      | 21    | 31    | 25    | 1     | 2     | 0        | 0        | 0        | 2     | 0     | 0     | 0        | 0     | 0     | 5     | 0     | 1     | 13    | 1        | .080  | .258     | .080     | .338  |
| 通算：5年 | 通算：5年 | 173   | 282   | 247   | 24    | 45    | 6        | 0        | 3        | 60    | 16    | 2     | 4        | 5     | 2     | 27    | 0     | 1     | 93    | 9        | .182  | .264     | .243     | .506  |

### 表彰
- 新人王 （1957年）

### 記録
初記録
- 初登板・初先発登板・初完投・初勝利・初先発勝利・初完投勝利・初完封勝利：1957年3月31日、対近鉄パールス2回戦（大阪スタヂアム）
- 野手として初出場：1960年8月20日、対近鉄バファロー20回戦（大阪スタヂアム）、5回裏に杉浦忠の代打で出場、グレン・ミケンズの前に凡退
- 野手として初先発出場：1960年8月25日、対大毎オリオンズ23回戦（後楽園球場）、8番・中堅手で先発出場
- 初本塁打：1961年5月18日、対東映フライヤーズ6回戦（大阪スタヂアム）、3回裏にジョー・スタンカの代打で出場、土橋正幸からソロ

その他の記録
- オールスターゲーム出場：1回 （1957年）

### 背番号
- 11 （1957年 - 1963年）
- 61 （1966年 - 1967年）